# Lescure-Jaoul
Lescure-Jaoul (okzitanisch: L’Escura) ist eine französische Gemeinde mit 222 Einwohnern (Stand: 1. Januar 2022) im Département Aveyron in der Region Okzitanien (vor 2016: Midi-Pyrénées). Sie gehört zum Arrondissement Villefranche-de-Rouergue und zum Kanton Aveyron et Tarn. Die Einwohner werden Lescurois genannt.

## Geographie
Lescure-Jaoul liegt etwa 34 Kilometer westsüdwestlich von Rodez am Jaoul. Umgeben wird Lescure-Jaoul von den Nachbargemeinden Vabre-Tizac im Nordwesten und Norden, La Salvetat-Peyralès im Osten, Jouqueviel im Süden, Bor-et-Bar im Südwesten sowie Lunac im Westen.

## Bevölkerungsentwicklung
| Jahr                       | 1962 | 1968 | 1975 | 1982 | 1990 | 1999 | 2006 | 2019 |
| Einwohner                  | 508  | 490  | 435  | 378  | 319  | 268  | 262  | 220  |
| Quellen: Cassini und INSEE |      |      |      |      |      |      |      |      |

## Sehenswürdigkeiten
- Kirche Notre-Dame-de-l'Assomption (Mariä Himmelfahrt)

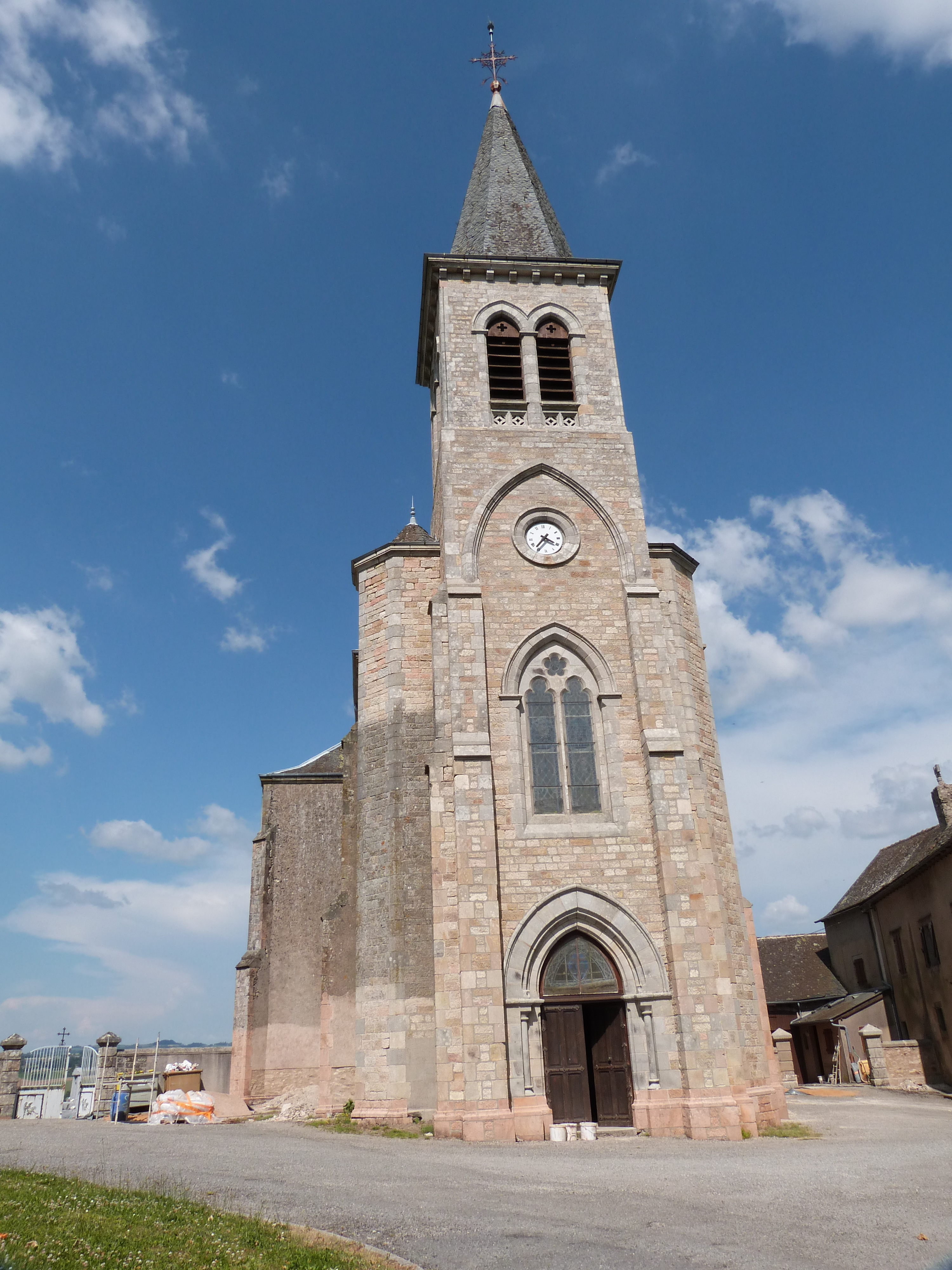
Kirche Notre-Dame-de-l'Assomption

- Schloss Lescure
- Granitfindling Cheval du Roy